# فرودگاه لیوبلیانا
فرودگاه یوژه پوچنیک لیوبلیانا (به اسلونیایی:  Letališče Jožeta Pučnika Ljubljana) یک فرودگاه همگانی باربری با کد یاتا LJU است که یک باند فرود آسفالت دارد و طول باند آن ۳۳۰۰ متر است. این فرودگاه در شهر لیوبلیانا کشور اسلوونی قرار دارد و در ارتفاع ۳۸۸ متری از سطح دریا واقع شده‌است.

## شرکت‌های هواپیمایی و مقصدهای پروازی

### Passenger
The following airlines operate regular scheduled flights to and from Ljubljana Jože Pučnik Airport:
| شرکت‌های هواپیمایی                            | مقصدهای پروازی |
| -------------------------------------------- | --- |
| آدریا ایرویز                                 | اسخیپول آمستردام، بروکسل، کپنهاگ، فرانکفورت، شرمتیوو، مونیخ، شارل دوگل پاریس، پودگوریتسا، پراگ رازیون، پریشتینا، سارایوو، اسکندر کبیر اسکوپیه، مادر ترزای تیرانا، وین، شوپن ورشو، زوریخ فصلی: منچستر، بن گوریون |
| ایر فرانس اجرا توسط هاپ!                     | شارل دوگل پاریس |
| ایر صربیا                                    | بلگراد نیکولا تسلا |
| ایزی‌جت                                       | گاتویک، استانستد لندن |
| فن‌ایر                                        | فصلی: هلسینکی |
| لوت پولیش ایرلاینز                           | شوپن ورشو |
| مونته‌نگرو ایرلاینز                           | پودگوریتسا |
| سان دور اینترنشنال ایرلاینز اجرا توسط ال عال | فصلی: بن گوریون |
| ترانساویا.کام                                | اسخیپول آمستردام |
| ترکیش ایرلاینز                               | آتاترک |
| ویز ایر                                      | بروکسل جنوب شرلروآ، لوتن لندن |

The following airlines operate charter flights to and from Ljubljana Jože Pučnik Airport:
| شرکت‌های هواپیمایی     | مقصدهای پروازی |
| --------------------- | --- |
| آدریا ایرویز          | چارتر فصلی: آنتالیا، ملی جزیره کایاس، کورفو، جیرونا-کاستا براوا، هراکلین، غردقه، ملی جزیره کارپتاس، سفلوونیا، جزیره کوس، لامتزیا ترمه، موتیلنه، ملی اکتیون، ملی سادورینی، رود، سمس، ملی جزیره اسکیاتوس، شرم‌الشیخ، ملی سادورینی، زاکینثوس |
| ایر مالتا             | چارتر فصلی: مالت |
| آل نیپون ایرویز       | چارتر فصلی: ناریتا |
| AMC Airlines          | چارتر فصلی: غردقه |
| هواپیمایی ارکیا       | چارتر فصلی: بن گوریون |
| شرکت هواپیمایی اسرایر | چارتر فصلی: بن گوریون |
| نوول‌ایر               | چارتر فصلی: منستیر – حبیب بورقیبه |
| تیلویند ایرلاینز      | چارتر فصلی: آنتالیا، ارجان |
| تونس ایر              | چارتر فصلی: دیربا–زارزیس، منستیر – حبیب بورقیبه |

### باری
| شرکت‌های هواپیمایی                                    | مقصدهای پروازی              |
| ---------------------------------------------------- | --------------------------- |
| ASL Airlines Belgium                                 | لیژ، مونیخ، هانوفر          |
| ای‌اس‌ال ایرلاینز فرانسه                               | هانوفر                      |
| ای‌اس‌ال ایرلاینز سوئیس                                | هنری کواندا                 |
| دی‌اچ‌ال اوییشن اجرا توسط یوروپین ایر ترنسپورت لایپزیگ | لایپزیگ/هال، لینز، مونیخ    |
| مدیترینین ایر فرایت                                  | بلگراد نیکولا تسلا، سارایوو |
| SprintAir                                            | کلن بن                      |
| یوپی‌اس ایرلاینز اجرا توسط ای‌اس‌ال ایرلاینز سوئیس      | کلن بن، زاگرب               |